# Femme est la nuit
Albums de Dalida
Coup de chapeau au passé
(1976) Olympia 1977
(1977)
Femme est la nuit est le onzième album de Dalida et le huitième de chansons originales sorti en 1976 chez Sonopresse.
Dalida s'entoure à nouveau de Pascal Sevran pour certains textes, ainsi que d'Alice Dona, Serge Lebrail, Pascal Auriat, adapte certaines mélodies de Toto Cutugno et Vito Pallavicini et s'essaie même à l'écriture sur Les clefs de l'amour. Gilbert Bécaud lui donnera Amoureuse de la vie et Roger Hanin lui écrira Et tous ces regards, qu'elle inscrira à son nouveau programme de l'Olympia.
Cet album servira de base au prochain tour de chant que la chanteuse prévoit de donner à l'Olympia de Paris pour fêter ses vingt ans de carrière. Deux singles seront commercialisés pour l'exploitation de l'album Captain Sky et Femme est la nuit.
Au Japon, l'album est commercialisé sous le titre Comme si tu revenais d'un long voyage.

## Face A
1. Femme est la nuit
2. Comme si tu revenais d'un long voyage
3. Il y a toujours une chanson
4. Les clefs de l'amour
5. Captain Sky (ovni)

## Face B
1. Amoureuse de la vie
2. Tables séparées
3. Comme si tu étais là
4. Voyages sans bagages
5. Et tous ces regards

## Singles
- Captain Sky (ovni)/Les clefs de l'amour
- Femme est la nuit/Amoureuse de la vie

## Versions
- Captain Sky a été commercialisée en allemand sous le même titre.
- Les clefs de l'amour a été enregistrée en allemand (Der schlussel der liebe).
- Femme est la nuit est présentée dans une version raccourcie de trente secondes sur le cd The Best of Dalida: Volume 2 paru en 1987.

## Classement hebdomadaire
| Année | Single             | Classement | Classement | Classement | Classement            | Classement |
| Année | Single             | [ 1 ]      | [ 2 ]      | [ 1 ]      | Drapeau de la Turquie | [ 3 ]      |
| ----- | ------------------ | ---------- | ---------- | ---------- | --------------------- | ---------- |
| 1976  | Femme est la nuit  | 12         | -          | -          | -                     | 8          |
| 1976  | Bésame mucho       | 8          | 27         | -          | 10                    | 2          |
| 1976  | Captain Sky (ovni) | -          | -          | -          | -                     | -          |